# Bergmühle (Ehingen)
Bergmühle ist ein Gemeindeteil der Gemeinde Ehingen im Landkreis Ansbach (Mittelfranken, Bayern). Bergmühle liegt in der Gemarkung Ehingen.

## Lage
Die Einöde liegt etwa zwei Kilometer südwestlich der Mitte des Hauptorts Ehingen der Gemeinde am Fuß der Nordflanke des bewaldeten Hesselbergs auf etwa 527 m ü. NHN. Etwas über dem Anwesen entspringen am Unterhang des Bergs einige Quellen im Braunjura. Ein Anliegerweg führt nach Ehingen (1,6 km südöstlich).

## Geschichte
Der Ort wurde 1814 erstmals schriftlich erwähnt. Sie erhielt bei der Vergabe der Hausnummern die Nr. 139 des Ortes Ehingen. Zu dem Anwesen gehörte auch Acker- und Grünland. Infolge des Gemeindeedikts wurde Bergmühle dem 1809 gebildeten Steuerdistrikt und Ruralgemeinde Ehingen zugeordnet.

### Baudenkmal
- Ehemalige Mühle[9]

### Einwohnerentwicklung
| Jahr      | 001818 | 001840 | 001861 | 001871 | 001885 | 001900 | 001925 | 001950 | 001961 | 001970 | 001987 |
| Einwohner | 6      | 7      | 3      | 7      | 5      | 7      | 8      | 4      | 4      | 4      | 7      |
| Häuser    | 1      | 1      |        |        | 1      | 1      | 1      | 1      | 1      |        | 1      |
| Quelle    | [ 11 ] | [ 12 ] | [ 13 ] | [ 14 ] | [ 15 ] | [ 16 ] | [ 17 ] | [ 18 ] | [ 19 ] | [ 20 ] | [ 1 ]  |

## Religion
Der Ort ist evangelisch-lutherisch geprägt und bis heute nach St. Jakobus der Ältere (Ehingen) gepfarrt. Die Einwohner römisch-katholischer Konfession waren ursprünglich nach Beatae Mariae Virginis (Großlellenfeld) gepfarrt, heute ist die Pfarrei Heilig Geist (Wassertrüdingen) zuständig.